# Flora otočja Ashmore i Cartier
Flora otočja Ashmore i Cartier, Na popisu je 16 biljnih vrsta, 15 autohtonih i jedna uvezena. Na dvosupnice otpada 12 vrsta, 2 na jednosupnice.
1. Amaranthus interruptus R. Br.
2. Boerhavia acutifolia (Choisy) J. W. Moore
3. Boerhavia burbidgeana Hewson
4. Boerhavia tetrandra G. Forst.
5. Cassytha filiformis L.
6. Cocos nucifera L.
7. Cordia subcordata Lam.
8. Guettarda speciosa L.
9. Gynandropsis gynandra (L.) Briq.
10. Heliotropium foertherianum Diane & Hilger
11. Ipomoea pes-caprae subsp. brasiliensis
12. Ipomoea violacea L.
13. Portulaca pilosa var. tuberosa
14. Scaevola sericea G. Forst.
15. Sesbania cannabina (Retz.) Pers.; uvezena
16. Suriana maritima L.
17. Thalassia hemprichii (Solms) Asch.